# 桑原武夫
桑原 武夫（くわばら たけお、1904年〈明治37年〉5月10日 - 1988年〈昭和63年〉4月10日）は、日本のフランス文学・文化研究者、評論家。京都大学名誉教授。日本芸術院会員、文化功労者、文化勲章受章者。位階・勲等は従三位・勲一等。人文科学における共同研究の先駆的指導者でもあった。芸術・思想・社会・教育など文化全般に通じ、共同研究を推進。その成果は『ルソー研究』（1951年）などの著作に結実した。『第二芸術ー現代俳句について』（1946年）での俳句批判は物議を醸した。

## 経歴
出生から修学期
1904年、福井県敦賀郡敦賀町蓬莱（現・敦賀市）で生まれた。父は京都帝国大学教授で東洋史専攻の桑原隲蔵（じつぞう）。敦賀は里帰り出産（両親とも同地の出身）の地であり、このような場合は京都生まれと称するのが通例だが、本人は敦賀に愛着を持っており、出身地として記載を続けた。
京都一中、三高を経て、京都帝国大学文学部仏文科に入学。1928年に卒業した。
戦前
卒業後は第三高等学校講師となった。後に旧制大阪高校教授となり、京都大学文学部講師を兼ねた。1943年、東北帝国大学法文学部助教授に就いた。
戦後
戦後の1948年、京都大学人文科学研究所教授となった。1959年から1963年まで同研究所の第3代所長を務めた。1968年に京都大学を定年退官し、名誉教授となった。

## 研究内容・業績
スタンダールやアランの研究により、フランスの文学や評論を広く日本に紹介した。父・隲蔵と交流のあった西田幾多郎や内藤湖南ら戦前の京都学派の碩学の謦咳に早くからじかに接し、戦後は同年代の吉川幸次郎や貝塚茂樹など京都学派の中心的存在として、さまざまな文化的ムーブメントに主導的な役割を担った。
フランス文学にとどまらず、深い学識と行動力は多方面に及び、俳句を論じた「第二芸術」（『世界』1946年）は論議を呼んだ。
また、京都大学人文科学研究所（京大人文研）を本拠としてさまざまの分野の研究者を組織し先駆的な学際共同研究システムを推進、『フランス百科全書の研究』『ルソー研究』（1951年毎日出版文化賞）、『宮本武蔵と日本人』など日本の人文科学分野における数々の業績を通じて、梅棹忠夫、梅原猛、上山春平、鶴見俊輔、多田道太郎ら多くの文化人の育ての親となった。加藤秀俊、松田道雄、黒田憲治、井上清、梅棹忠夫、河野健二らとは「日本映画を見る会」を結成し、チャンバラ映画やメロドラマを批評の対象にした。1976年、鶴見俊輔、多田道太郎、井上俊、津金沢聡広らと現代風俗研究会を創設（桑原が初代会長）。
京都大学人文科学研究所が東方文化研究所から引き継いだ資料に雲崗石窟群のまとまった写真や記録がある。第二次世界大戦を挟んでそれを報告書にまとめようと、水野清一と長広敏雄たちが企画するものの難航していた。同じ研究所にいた桑原はこの『雲石石窟調査報告書』刊行について、吉田茂と面談予定のフランス人の知己に状況を説明、間接的に同意を引き出し、1951年に同書は発刊され、吉田は6月に届けられた同書を直後のサンフランシスコ講和条約会議に携えたとされる。後年（2013年から2017年）に国書刊行会で三期に分け改訂刊行された。別途1975年に、限定部数で出した図面も、この刊行版に収載された。
時代背景もあり、『百科全書』派研究などが同時代のフランスで高い評価を受けたわけではない。また国内でも和洋漢に及んで「浅く広い」桑原の仕事をディレッタント視する学者もあった。有名な「第二芸術論」も、アイヴァー・リチャーズの『実践批評』を下敷きにしたものであることが外山滋比古によって指摘されている。このことを指したのか明示されていないが、小松左京は「ある人が『あなたのやったことはみな思いつきに過ぎない』と批判したところ桑原さんは『思いつきかも知れないが、おまえ思いつき言うてみい』と切り返した」と回想している。
岩波書店や中央公論社等の出版社との連携も強く、戦後の出版ブームでは『文学入門』『日本の名著』など今日に残る新書のベストセラーを数多く出版した。生前に朝日新聞社と岩波書店からそれぞれ全集が発刊されている。
『明治維新と近代化』(1984年)で講座派を時代錯誤として批判したこと、また梅原猛らと国際日本文化研究センター創立メンバーとなったことなどを、歴史学者中村政則から批判された。

### 京都大学学士山岳会
同期である今西錦司らとともに登山家としても知られ、1958年には京都大学学士山岳会の隊長として、パキスタン領のチョゴリザ山への登頂を成功に導いた。登山に関する著作も多い。
所属する京都大学学士山岳会 (AACK) から1957年に連絡を受け、国交樹立前のブータン王国から個人旅行で第3代ブータン国王ジグミ・ドルジ・ワンチュクの王妃ケサン・チョデン・ワンチュクとその家族が来日すると知り、京都で出迎えたのは桑原と芦田譲治である。実際に京都大学ブータン学術調査隊総裁として松尾稔隊長とともに隊を率いて同国に渡るのは1969年であり、中尾佐助による1958年の植物調査から10年後のことであった。近代化前の同国で外国人が行った初の全国学術調査であり、調査地は中国国境タシガンを含む。映像記録はフィルムで200本超に農作業や人々の暮らし、自然の景観を収めている。後輩たちは1983年から1985 年にブータン・ヒマラヤを踏査しマサコン峰登頂に成功する。やがて京都学士山岳会から「京都大学ブータン友好プログラム」が2010年に立ち上がり2014年までに教職員150人超を現地に派遣。60周年記念事業に着手した京都大学は2016年4月に「京都大学ヒマラヤ研究ユニット」を発足する。今西と桑原が開いたヒマラヤ学の道は現在も研究者を現地探査にフィールドワークにと送り出している。
桑原は1981年（昭和56年）に京都市社会教育センター初代所長に就任し没するまで務め、1984年（昭和59年）には世界平和アピール七人委員会の委員に選任される。

## 受賞・叙勲
- 1940年（昭和15年）紺綬褒章
- 1951年（昭和21年）毎日出版文化賞
- 1966年（昭和41年）フランス共和国国家勲功騎士章
- 1974年（昭和49年）勲二等瑞宝章
- 1975年（昭和50年）朝日文化賞
- 1977年（昭和52年）1月 講書始「フランス学における共同研究」
- 1977年（昭和52年）日本芸術院会員
- 1979年（昭和54年）文化功労者顕彰
- 1982年（昭和57年）NHK放送文化賞、京都市名誉市民
- 1987年（昭和62年）文化勲章、レジオンドヌール勲章
- 1988年（昭和63年）春に病没、叙従三位・勲一等瑞宝章追贈

## 記念事業
桑原武夫学芸賞
1998年から2012年まで、人文科学系の優秀な書籍を対象に桑原武夫学芸賞が授与された。
桑原武夫コーナー
郷里の敦賀市立図書館内には胸像が建立。京都市右京中央図書館の「桑原武夫コーナー」で生前に使用した机や椅子、直筆のノートを展示している。
旧蔵書
蔵書のうち、特に学術的価値の高いものは生前に京都大学が受贈、人文科学研究所図書室に「桑原武夫文庫」（1047冊）を設けた。
没後、京都市国際交流会館開設（1989年）に合わせ、1988年に古典名著の全集類やフランス語の哲学書籍などを含む桑原の蔵書約1万冊が京都市に寄贈された。同館は生前の書斎を再現した記念室を設け、旧蔵書を一般公開した。2008年、右京中央図書館の開設に伴い、桑原の記念室は同館に移される。ところが旧蔵書は2015年に廃棄処分され、遺族にも断りはなかったことが2017年に判明する。京都市図書館の蔵書との重複が多いとして正規に登録しなかったこと、保管スペース不足を理由に別の図書館の倉庫に移してあったことが、廃棄を承認した担当部長の処分とともに公表された。

## 著作
単著
- 『事実と創作』創元社 1943
  - 新編 講談社学術文庫 1977
- 『囘想の山山』七丈書院 1944
- 『ざくろの花』生活社 1946
- 『フランス印象記』弘文堂書房 1947
  - 新編 講談社学術文庫 1978
- 『第二芸術論―現代日本文化の反省』白日書院 1947
  - 河出書房・市民文庫 1952
  - 新編 講談社学術文庫 1976 - 多田道太郎解説
- 『現代フランス文学の諸相』筑摩書房 1949
- 『人間素描』中央公論社 1950
  - 新編 筑摩叢書 1976
- 『文学入門』岩波新書 1950[38]、改版 1963
- 『宛名のない手紙』弘文堂 1951
- 『歴史と文学』新潮社 1951
- 『近代文学入門』三笠書房・三笠新書 1952
- 『文化への発言』創文社 1953
- 『登山の文化史』創元社 1953
  - 新潮文庫 1955
  - 新編 平凡社ライブラリー 1997
- 『世界文学入門』新評論社、1954
- 『雲の中を歩んではならない』文藝春秋新社 1955
- 『ソ連・中国の印象』人文書院 1955
- 『ソ連・中国の旅：桑原武夫』(岩波写真文庫 159) 岩波書店 1955[39]
- 『フランス的ということ―桑原武夫文芸評論集』岩波書店 1957
- 『この人々』文藝春秋新社 1958
- 『チョゴリザ登頂』文藝春秋新社 1959
- 『研究者と実践者』中央公論社 1960
- 『時のながれ』河出書房新社 1961
- 『日本文化の考え方―評論とおしゃべり』白水社、1963
- 『発展しつつある国々　インド・ネパール・アフリカ紀行』河出書房新社 1963
- 『「宮本武蔵」と日本人』講談社現代新書 1964
- 『詩人の手紙　三好達治の友情』筑摩書房・新書判 1965、増訂版 1982
- 『フランス文学論』筑摩書房 1967
- 『思い出すこと 忘れえぬ人』文藝春秋 1971年
  - 新編 講談社文芸文庫 1990 [40]
- 『伝統と近代』文藝春秋(人と思想) 1972[41]
- 『論語　中国詩文選』筑摩書房 1974、単行新版 1982
  - ちくま文庫 1985年 - 河合隼雄解説
- 『ヨーロッパ文明と日本』朝日選書 1974、のち新版
- 『文明感想集』筑摩書房 1975
- 『フランス学序説』講談社学術文庫 1976
- 『文学序説』岩波書店(岩波全書) 1977、岩波セレクション 2005
- 『わたしの読書遍歴』潮出版社 1978、新版 1991
  - 潮文庫 1986
- 『文章作法』潮出版社 1980
  - 潮文庫 1984
  - 新編 潮ライブラリー 1999
- 『桑原武夫集　現代の随想』富士正晴編、彌生書房 1982
- 『昔の人 今の状況』岩波書店 1983 - エセー集
- 『日本文化の活性化　エセー・一九八三年－八八年』岩波書店、1988年 - 遺著

全集
- 『桑原武夫紀行文集』全3巻、河出書房新社 1968

1. 第1巻 フランス・アメリカ・日本
2. 第2巻 ソ連・アジア・アフリカ
3. 第3巻 山岳文集

- 『桑原武夫全集』全7巻、朝日新聞社、1968－1969
- 『桑原武夫集』全10巻、岩波書店、1980－1981

共著
- 『文学と女の生き方』生島遼一共著、中央公論社 1952
- 『新唐詩選 続篇』吉川幸次郎共著、岩波新書 1954
- 『日本の眼　外国の眼　桑原武夫対話集』中央公論社 1972
- 『文学と人間の生き方　西洋近代文学の人間像』講談社 1973
- 『人間史観　桑原武夫対談集』潮出版社 1983
- 『日本語考　桑原武夫対談集』潮出版社 1984

編者代表・共編
- 『科学読本』野田又夫共編、白水社 1943
- 『ルソー研究』岩波書店 1951
- 『18世紀フランス』河出書房 1952
- 『フランス百科全書の研究』岩波書店 1954
- 『フランス革命の指導者』創元社 1956
- 『一日一言　人類の知恵』岩波新書 1956
- 『西洋文学 岩波小辞典』岩波書店 1956
- 『フランス革命の研究』岩波書店 1959
- 『フランス革命とナポレオン』(世界の歴史 10) 中央公論社 1961、中公バックス 1983
  - 中公文庫 1975年
- 『日本の名著　近代の思想』中公新書 1962、改版 2012
- 『ルソー』岩波新書 1962
- 『ブルジョワ革命の比較研究』筑摩書房 1964
- 『現代の対話：末川博、湯川秀樹、梅原猛』雄渾社 1966
- 『中江兆民の研究』岩波書店 1966
- 『文学理論の研究』岩波書店 1967
- 『新井白石集』(日本の思想 13) 筑摩書房 1970
- 『戦後の世界』(世界の歴史 24) 河出書房新社 1970
  - 河出文庫 1990年
- 『フランス革命の指導者』朝日選書 1978
- 『素顔のヨーロッパ』朝日選書 1978
- 『中国とつきあう法』加藤周一、潮出版社 1978
- 『吉川幸次郎』富士正晴・興膳宏共編、筑摩書房、1982 - 追悼文集
- 『日本文化と世界を考える』大阪書籍(朝日カルチャーブックス) 1983
- 『明治維新と近代化―現代日本を産みだしたもの』小学館(創造選書) 1984
- 『湯川秀樹』日本放送出版協会 1984 - 追悼文集
- 『スタンダール研究』鈴木昭一郎共編、白水社 1986

翻訳
- 『赤と黒』スタンダール著、生島遼一共訳、岩波文庫 1933
  - 改訳版 1956年
  - 改版 2007年
- 『散文論』アラン著、作品社 1933
- 『カストロの尼』スタンダール著、岩波文庫 1936
  - 改訳版『カストロの尼 他二篇』1956
- 『匣と亡霊』スタンダール著、生島遼一共訳、竹村書房 1937[42]
- 『芸術論集』アラン著、岩波書店 1941
  - 改訳改題『諸芸術の体系』1978
  - 新編 中公クラシックス、2002
- 『デカルト』アラン著、野田又夫共訳、筑摩書房 1944
  - 改訳版 みすず書房 1971
  - 新版 1998年
- 『ヴァニナ・ヴァニニ』スタンダール著、生島遼一共訳、世界文学社、1947
- 『媚薬』スタンダール著、生島遼一共訳、世界文学社 1949年[42]
- 『社会契約論』ルソー著、前川貞次郎共訳、岩波文庫 1954[43]
- 『文学の思い上り』ロジェ・カイヨワ著、塚崎幹夫共訳、中央公論社 1959
  - 新版 1971年
- 『ふくろう党　バルザック全集 第1巻』共訳、東京創元社 1961
  - 新版 1973年
- 『告白』ルソー著、多田道太郎・樋口謹一共訳、岩波文庫 1965-66
  - 収録(世界古典文学全集 49　ルソー) 筑摩書房 1965年
- 『ヴァレリー全集』第8巻、第10巻、第11巻、筑摩書房 1967年 - 各・分担共訳、新版
- 『スタンダール全集』人文書院（全12巻）、生島遼一と編者代表、1968-73、新版 1977-78
  - 改訂『アンリ・ブリュラールの生涯』、生島遼一共訳、岩波文庫 1974
- 『三酔人経綸問答』中江兆民著、島田虔次共訳・校注、岩波文庫 1965
  - 単行版 1983年
  - ワイド版 2007年
- 『ミシュレ』(世界の名著 37) 責任編集、多田道太郎・樋口謹一共訳、中央公論社 1968
  - 中公バックス
  - 改訂『フランス革命史』中公文庫 2006
- 『新井白石「折たく柴の記」』(日本の名著 15) 責任編集、中央公論社 1969
  - 中公バックス・中公文庫・中公クラシックス
- 『百科全書 序論および代表項目』ディドロ・ダランベール編、編者代表、岩波文庫 1971
- 『図説 歴史の研究』アーノルド・J・トインビー著、多田道太郎・橋本峰雄・樋口謹一共訳、学研 1975年
  - 再版 1976年
- 『啄木・ローマ字日記』石川啄木著、編訳、岩波文庫 1978

### 伝記
- 『桑原武夫伝習録』梅棹忠夫・司馬遼太郎編、潮出版社、1981年
- 『桑原武夫 その文学と未来構想』杉本秀太郎編、淡交社、1996年
- 『桑原武夫の世界』京都大人文科学研究所編、2018年。福井県ふるさと文学館が開いた企画展図録
- 『桑原武夫の世界 福井県ふるさと文学館「没後30年 桑原武夫展」の記録』京都大学人文科学研究所、2020年。シンポジウムほか
- 鈴木ひさし『桑原武夫と「第二芸術」　青空と瓦礫のころ』創風社出版、2021年

## 関連文献
- 加藤秀俊『わが師・わが友―ある同時代史』中央公論社〈C books〉、1982年。
- 衆議院憲法調査会『第150回国会 憲法調査会 第2号』（平成12年10月12日（木曜日））(2000年)、衆議院事務局